# Claix (Isère)
Claix – miejscowość i gmina we Francji, w regionie Owernia-Rodan-Alpy, w departamencie Isère.
Według danych na rok 1990 gminę zamieszkiwało 6960 osób, a gęstość zaludnienia wynosiła 289 osób/km² (wśród 2880 gmin regionu Rodan-Alpy Claix plasuje się na 116. miejscu pod względem liczby ludności, natomiast pod względem powierzchni na miejscu 358.).